# Pisică marmorată
Pisica marmorată (Pardofelis marmorata) este o specie de pisică sălbatică mică ce trăiește în Asia de Sud și de Sud-Est. Din 2002, ea a fost clasificată ca specie vulnerabilă de IUCN, așa cum poate fi întâlnită doar în densități mici, și efectivul total al populației lor este considerat a fi sub 10.000 de indivizi maturi, nici o populație ne având mai mult de 1.000 de indivizi.

## Caracteristici
Pisica marmorată are o coadă foarte lungă (care reprezintă jumătate din lungimea sa totală) și blană cu dungi ca marmura, de unde și numele ei. Dimensiunile pisicii marmorate sunt asemănătoare cu cele ale pisicii domestice. Are o greutate între 2 și 5 kg.